# ديسبروسيوم
الديسبروسيوم عنصر كيميائي له الرمز Dy والعدد الذري 66 في الجدول الدوري وهو من اللانثانيدات.